# Ankürai Markellosz
Ankürai Markellosz (? – 374) ókeresztény író, püspök. Anküra (ma: Ankara) püspöke volt, egyike volt azon püspököknek, akik jelen voltak az első nikaiai zsinaton.
Erős ellenzője volt az arianizmusnak, órigenészi teológia ellenfele volt és keleti püspökök eretneknek tartották szabellianista jellegű Szentháromság-tana miatt. Az első konstantinápolyi zsinat 381-ben hivatalosan is elítélte nézeteit.
325-ben írt egy könyvet Aszteriosz, a „szofista" ellen. Nagy Szent Atanázhoz hasonlóan őt is megfosztották püspökségétől, Rómába menekült I. Gyula pápához. Írásai nem maradtak fenn, teológiai nézeteit Caesareai Euszebiosz Markellosz ellen című iratából ismerjük. Sokat foglalkozott az első korinthusi levél 15. fejezetével, amelyben Szent Pál kijelenti, hogy a Fiú át fogja adni az országot az Atyának, és akkor Isten lesz minden mindenben, vagyis a Fiú országának vége lesz. Abból, hogy Isten lesz minden mindenben, arra következtetett, hogy az istenség egy: az Atya, a Fiú, a Szentlélek pedig csupán átmeneti megnyilvánulásai az isteni monásznak.
Euszebiosz írásain kívül mindössze egy levele maradt fenn Epiphaniosz Panarionjában.
Markellosz jelentős politikai befolyással nem rendelkezett, bukása hamar bekövetkezett. 335–336-ban, a türoszi zsinat után Nagy Konstantin utasította püspökeit, hogy jelenjenek meg Jeruzsálemben a Szent Sír-bazilika felszentelésén. Markellosz nem jelent meg, a császár megharagudott rá, eretnekséggel vádolta és egy Konstantinápolyban tartott zsinat alkalmával megfosztotta püspöki hivatalától és száműzte.

## Fordítás
Ez a szócikk részben vagy egészben  a   Marcellus of Ancyra című angol Wikipédia-szócikk fordításán alapul.  Az eredeti cikk szerkesztőit annak laptörténete sorolja fel. Ez a jelzés csupán a megfogalmazás eredetét és a szerzői jogokat jelzi, nem szolgál a cikkben szereplő információk forrásmegjelöléseként.